# Shattered (serie televisiva)
Shattered è una serie televisiva canadese trasmessa sul network Showcase dal 1º settembre al 17 novembre 2010.
In Italia è stata trasmessa dall'11 dicembre 2010 al 26 febbraio 2011 su Steel.

## Trama
Ben Sullivan è un detective di polizia che soffre di Disturbo Dissociativo dell'Identità, noto anche come "disturbo da personalità multipla". Oltre ad indagare, attività nella quale è affiancato dalla nuova partner Amy Lynch, deve quindi anche combattere contro la sua patologia; consapevole che qualsiasi emozione potrebbe portarlo a cambiare atteggiamento e personalità. Il disturbo di Ben è un segreto, tranne che per Ella, sua moglie. Se al lavoro, si sapesse della patologia di Ben infatti, sarebbe la fine della sua carriera.

## Episodi
| Stagione       | Episodi | Prima TV originale | Prima TV Italia |
| -------------- | ------- | ------------------ | --------------- |
| Prima stagione | 13      | 2010-2011          | 2010-2011       |

## Personaggi e interpreti
- Ben Sullivan, interpretato da Callum Keith Rennie
- Ella Sullivan, interpretata da Molly Parker
- Amy Lynch, interpretata da Camille Sullivan
- Sergente Pam "TC" Garrett, interpretata da Karen LeBlanc
- John "Hall" Holland, interpretato da Clé Bennett
- Terry Rhodes, interpretato da Martin Cummins